# 五硫化二ヒ素
五硫化二ヒ素（ごりゅうかにひそ、英: diarsenic pentasulfide）は、化学式 As2S5 で表されるヒ素の硫化物である。

## 用途
顔料や、薄膜状の光フィルターに用いられる。

## 生成
オルトヒ酸の酸性溶液または五塩化ヒ素もしくはヒ素(V)と、硫化水素とを通じることで得られる。 

## 反応
熱湯により、亜ヒ酸と硫黄とに加水分解される。
{\displaystyle {\ce {As2S5\ + 6H2O -> 2H3AsO3\ + 2S\ + 3H2S}}}